# Béatrice Patrie
Pour les articles homonymes, voir Patrie.
Béatrice Patrie, née le 12 mai 1957 à Lorient (Morbihan), est une magistrate et femme politique française. Elle est présidente du Syndicat de la magistrature de 1992 à 1994, députée européenne (MDC puis PS) de 1999 à 2009 et conseillère de Paris (PCF) depuis 2020.

## Biographie

### Formation et vie professionnelle
Titulaire d'un DEA d'histoire de droit privé, Béatrice Patrie entre à l'École nationale de la magistrature. Elle a été juge d'instruction (ayant notamment rendu l'ordonnance de non-lieu dans l'affaire Alain Lamare), juge d'instance, juge aux affaires familiales puis présidente de tribunal de grande instance.
Elle est secrétaire générale (en 1990) puis présidente du Syndicat de la magistrature (1992-1994),, et administratrice de l'association européenne « Magistrats européens pour la démocratie et les libertés » (Medel).

### Parcours politique
Béatrice Patrie est candidate en quatrième position sur la liste du Mouvement des citoyens (MDC), conduite par Jean-Pierre Chevènement, aux élections européennes de 1994. Elle se présente également aux élections législatives de 1997 dans la 5e circonscription de l'Oise sous la même étiquette. Sous le gouvernement de Lionel Jospin, elle est conseillère technique au ministère de l'Intérieur, occupé par Jean-Pierre Chevènement.
Elle est élue députée européenne en 1999 sous l'étiquette du Mouvement des citoyens, dont elle est vice-présidente et qui faisait alors liste commune avec le Parti socialiste (PS) et le Parti radical de gauche (PRG). Elle est réélue en 2004.
Elle rejoint le Parti socialiste en 2002, et devient membre de son conseil national l’année suivante. Elle est également déléguée nationale du PS à la coopération en Méditerranée.
En 2008, elle figure sur la liste d’union de la gauche à Bergerac (Dordogne). Elle devient conseillère municipale et adjointe au maire, Dominique Rousseau.
Exclue du PS en 2012 et privée de ses délégations à Bergerac pour s'être maintenue lors des élections législatives en Dordogne,, elle adhère au Parti radical de gauche, dont elle devient secrétaire nationale chargée des affaires européennes.
Aux élections municipales de 2020 à Paris, elle se présente avec le soutien du Parti communiste français (PCF) sur la liste Paris en commun, soutenue par Anne Hidalgo, dans le 13e arrondissement de Paris. Elle est élue conseillère de Paris.

## Détail des mandats et fonctions

### Au niveau local
- Conseillère municipale de Bergerac (2008-?)
- Cinquième adjointe au maire de Bergerac, chargée des affaires sociales, de la solidarité et du troisième âge (2008-2012)
- Conseillère de Paris (depuis 2020)

### Au Parlement européen
- Députée européenne (1999-2009)
- Membre de la commission :
  - de l'Environnement, de la Santé publique et de la Politique des consommateurs (1999-2004)
  - du Marché intérieur et de la Protection des consommateurs (2004-2007)
  - des Affaires étrangères (2007-2009)
- Présidente de la délégation du Parlement européen pour les relations avec les pays du Machrek (2004-2009)
- Membre de l'Assemblée parlementaire euro-méditerranéenne (2004-2009)